# Chorol'skij rajon
Il Chorol'skij rajon (in russo Хоро́льский райо́н?) è un rajon (distretto) del Territorio del Litorale, nell'estremo oriente russo; il capoluogo è il villaggio (selo) di Chorol'.
Il suo territorio si estende in una zona pianeggiante lungo la sponda meridionale del lago Chanka, a breve distanza dai confini cinesi. La densità di popolazione è lievemente più alta che nelle restanti aree del Territorio del Litorale; i maggiori agglomerati urbani sono il villaggio di Chorol', il capoluogo, e l'insediamento di tipo urbano di Jaroslavskij.